# Ressonància orbital
En mecànica celeste, es diu que hi ha ressonància orbital quan l'òrbita de dos cossos celestes tenen períodes de translació que, en ser dividits entre ells, el resultat és una fracció de nombres enters simples. Això significa que s'exerceixen una influència gravitatòria regular.
L'efecte de la ressonància és molt conegut en física. Suposeu que un infant es gronxa amb un període de 2 segons. Si una persona l'empeny en períodes arbitraris no causarà el mateix efecte que si l'empeny cada dos segons, ja que en l'última opció ho faria de manera més eficaç i augmentaria l'efecte de l'oscil·lació. A aquesta amplificació de la força que arriba a afectar de forma notable els seus moviments se la coneix com a ressonància. Si el període orbital d'un satèl·lit és un múltiple exacte o una fracció del període de l'altre satèl·lit, l'efecte gravitatori net de cada satèl·lit sobre l'altre, ve a ser, en resum, una estirada o una empenta aplicat, repetidament, en el mateix punt del moviment cíclic. Així s'intensifica l'efecte.
Això té un doble efecte: en alguns casos estabilitza i en altres desestabilitza les òrbites.

## Exemples d'estabilització
- Els períodes orbitals de Júpiter i Saturn estan en una ressonància 5:2. Això significa que per cada 2 voltes que fa Saturn, Júpiter en fa cinc (i viceversa).

- Plutó i alguns cossos més petits anomenats Plutins, estan en ressonància 3:2 amb Neptú. Això significa que per cada tres voltes que fa Neptú, Plutó i alguns plutins en fan dos (i viceversa)

- Els asteroides troians que ocupen els punts de Lagrange L₄ i L₅, i per tant, aquestes òrbites molt estables poden considerar-se en ressonància 1:1 amb Júpiter

- La ressonància de Laplace fa que els períodes dels satèl·lits galileans de Júpiter (excepte Cal·listo) tinguin una relació entre els seus períodes orbitals de fraccions simples. Per exemple, els tres primers satèl·lits galileans Ió, Europa i Ganimedes estan en una ressonància 4:2:1, respectivament.

- En els satèl·lits de Saturn hi ha sis llunes amb ressonància orbital:
  - El període de Mimas és 1/2 del de Tetis
  - El període de Encèlad és 1/2 del de Dione
  - El període d'Hiperió és 4/3 del de Tità

- El planeta extrasolar Gliese 876 b i Gliese 876 c ests en una ressonància orbital 2:1

- Molts dels satèl·lits presenten una Rotació síncrona, és a dir, triguen el mateix temps en girar sobre si mateixos, que quan giren al voltant del seu planeta. Es diu que estan en ressonància 1:1. Això significa que el satèl·lit "ensenya" sempre la mateixa cara al planeta. L'exemple més comú és entre la Terra i la Lluna, però la immensa majoria dels satèl·lits estan en aquesta situació, entre ells tots els grans satèl·lits de Júpiter i Saturn. La raó és la força de marea, que ha detingut el gir del satèl·lit respecte al seu planeta. Perquè això ocorri, el satèl·lit ha de ser mínimament gran i estar relativament a prop del planeta

- Degut a la seva proximitat al Sol, Mercuri el seu dia és 2/3 el seu període de translació al voltant del Sol.

## Exemples de desestabilització

### Forats Kirkwood
- La ressonància de Jupiter és responsable dels forats Kirkwood o absència d'asteroides a determinades distàncies del cinturó d'asteroides que guarden una relació commensurable amb el període orbital de Júpiter. Els principals forats es troben a distàncies en els quals els asteroides trigarien a orbitar 1:3, 2:5, 3:7, i 1:2 del que triga Júpiter

### Anells planetaris
- En els anells planetaris, i substancialment en els anells de Saturn, que són els més densos, prop de les distàncies radials del planeta a les que les partícules del disc tindrien un període orbital commensurat amb un dels satèl·lits del planeta (1/2, 1/3, 2/5) l'amplificació de l'efecte gravitatori del satèl·lits durant llargs períodes fa que es perdin partícules en una banda situada a la distància radial corresponent a una ressonància, L'explicació rau en el fet que cada nombre d'òrbites del satèl·lit natural, la partícula de l'anell dona voltes exactes, per la qual cosa al cap del temps en què el satèl·lit natural dona un nombre de voltes es troba a la mínima distància de la partícula, causant una estirada gravitatòria que fa que les òrbites de les partícules deixin de ser circulars, augmentant la possibilitat que les partícules desestabilitzades impactin amb les partícules estabilitzades.

#### Exemples
- El cos principal del sistema dels anells de Saturn, inclou, per la seva proximitat al planeta, els brillants anells B i A. Entre els dos hi ha la Divisió de Cassini, de 5000 quilòmetres d'ample. Les partícules pròximes al cantó exterior de l'anell B (el cantó interior de la Divisió de Cassini) descriuen òrbites al voltant de Saturn en 11 hores i 24 minuts, aproximadament 2 vegades per cada òrbita completa del satèl·lit Mimas, 3 vegades per Encèlad, i 4 vegades per Tetis. Aquestes ressonàncies són les responsables de la divisió de Cassini.

- La ressonància també podria explicar la dotzena d'estrets forats a la part externa de l'anell A, que potser són els resultats de ressonàncies produïdes pels satèl·lits coorbitals Janus i Epimeteu i els satèl·lits pastors de l'anell F, Pandora i Prometeu.